# Torre de Belém
Der Torre de Belém (deutsch Turm von Belém) im Stadtteil Belém an der Tejomündung ist eines der bekanntesten Wahrzeichen Lissabons. Neben dem nahegelegenen Mosteiro dos Jerónimos gehört der Turm zu den wenigen herausragenden Bauwerken des manuelinischen Stils, die das Erdbeben von Lissabon im Jahr 1755 überstanden haben. Die oberste, 35 Meter hohe, freiliegende Etage des Turms ist heute eine Aussichtsplattform.

## Geschichte
Im Jahre 1515 wurde der Turm vom portugiesischen König Manuel I. in Auftrag gegeben. Für Planung und Entwurf zeichnet der portugiesische Architekt und Bildhauer Francisco de Arruda verantwortlich. Sechs Jahre später, im Todesjahr Manuels (1521), wurde er fertiggestellt. Er versinnbildlicht seitdem die Glanzzeit des portugiesischen See- und Handelsimperiums. Als Leuchtturm auf einem Felsen im Mündungstrichter des Tejo gelegen, begrüßte er die ankommenden Entdecker und Handelsschiffe. Ursprünglich gab es auf der gegenüberliegenden Seite noch einen zweiten älteren Turm (Torre de São Sebastião da Caparica, 1481). Ergänzt wurde das Verteidigungssystem durch einen dritten ebenfalls älteren Turm in Cascais (Torre de Santo António de Cascais, 1488). Feindliche Schiffe konnten so ins Kreuzfeuer genommen werden. 
Der Zwillingsturm am gegenüberliegenden Ufer wurde jedoch durch das Große Erdbeben von 1755 zerstört. Das düstere Innere diente bis ins 19. Jahrhundert als Gefängnis und Waffenlager. Im 19. Jahrhundert kam es zu Aufschüttungen am nördlichen Tejoufer. Heute ist der Torre daher nur noch wenige Meter vom Land entfernt. 
Seit 1983 zählt der Torre de Belém zum Weltkulturerbe der UNESCO. Ende April 2025 wurde der Torre de Belem für Konservierungs- und Restaurierungsarbeiten im Rahmen des Wiederherstellungs- und Resilienzplans (Plano de Recuperação e Resiliência, RRP), die voraussichtlich bis Frühjahr 2026 dauern werden, für den Tourismus geschlossen.

## Architektur
Das Bauwerk gliedert sich in zwei klar ablesbare Bauteile. Zum einen zitiert der dem Land zugewandte dominierende Turm den tradierten Donjon (portugiesisch: Torre de Menagem) des französischen und iberischen Burgenbaus. Zum anderen nimmt der flussseitig gelegene flache Baukörper die Form der zur Bauzeit modernsten italienischen Bastionsarchitektur auf. Der Turm steht damit auch am Anbeginn des modernen Festungsbaus in Portugal und seinen Territorien in Afrika, Asien und Südamerika. Als Schutzsymbol der Seefahrer blickt die Statue Unserer Lieben Frau der sicheren Heimkehr auf das Meer. An der Nordwestseite des Turmes befindet sich zudem als Wasserspeier die Skulptur eines Nashornkopfes, die erste plastische Darstellung dieses Tieres in Europa. Es handelt sich dabei um eine Abbildung des Panzernashorns, das Afonso de Albuquerque 1515 von seiner Indienfahrt mitbrachte und später auch Albrecht Dürer die Vorlage für den Holzschnitt seines Rhinocerus lieferte. Die Bastion erhält ihren eigenen Charakter durch die reichen Ausschmückungen mit Schnurreliefs, schildförmigen Zinnen, durchbrochenen Balkonen und maurischen Ausgucken.